# Caleschara mexicana
Caleschara mexicana är en mossdjursart som beskrevs av Osburn 1950. Caleschara mexicana ingår i släktet Caleschara och familjen Calescharidae. Inga underarter finns listade i Catalogue of Life.